# Suman Pokhrel
Suman Pokhrel (Biratnagar, 21 settembre 1967) è un poeta, drammaturgo e traduttore nepalese, considerato una delle voci creative più importanti dell'Asia meridionale. Le università in Nepal e India hanno incluso la sua poesia nei loro programmi di studio..
È stato il solo scrittore a ricevere Premio letterario SAARC due volte. Ha ricevuto questo premio nel 2013 e nel 2015. È destinatario di numerosi altri premi letterari nazionali e internazionali, tra cui il Premio Internazionale di Letteratura Shaluk e il Premio Asia's Inspiring Poet.

## Biografia
Suman Pokhrel è nato il 21 settembre 1967 a Mills Area, Biratnagar, da Mukunda Prasad Pokhrel e Bhakta Devi Pokhrel. Ha frequentato il Bal Mandir, un asilo governativo a Biratnagar, fino all'età di cinque anni. A sette anni, Pokhrel è stato trasferito al suo villaggio ancestrale di Kachide in Dhankuta, dove è stato cresciuto dalla nonna paterna. Suo nonno paterno, Bidhyanath Pokhrel, era un poeta e un politico. È stato introdotto alla letteratura fin da giovane grazie all'influenza della biblioteca di suo nonno, piena di letteratura nepalese, hindi e classica sanscrita. All'età di dodici anni, è tornato a Biratnagar per vivere con i suoi genitori. Pokhrel è stato guidato da suo padre, un ingegnere di professione e bibliofilo con un vivo interesse per l'arte e la letteratura.
Pokhrel ha conseguito il suo BSc, MBA e BL presso l'Università Tribhuvan, Nepal. Si è unito al servizio civile nepalese nel Governo del Nepal come Ufficiale di Sezione nel febbraio 1995. Ha lasciato quel lavoro e si è unito a Plan International nel dicembre 1998 come attivista per lo sviluppo.
Poeta poliglotta, Pokhrel ha scritto in nepalese, inglese, hindi e urdu. Inoltre, le sue opere sono state tradotte in diverse altre lingue e pubblicate su riviste e giornali in vari paesi. Molte delle sue opere sono state tradotte in altre lingue da vari traduttori, compreso lui stesso.
Pokhrel ha recitato le sue poesie sia per il pubblico nazionale che internazionale. Ha recitato le sue poesie ai Festival Letterari del SAARC nel 2009, 2010, 2011, 2013 e 2015. Ha letto una sua poesia durante le Celebrazioni del Giorno della Carta del SAARC l'8 dicembre 2013 a New Delhi, India, come ospite speciale. Ha recitato le sue poesie in nepalese durante un programma mensile di recitazione poetica a due poeti a Kathmandu nel marzo 2015. Ha letto le sue poesie al Convegno di Poeti dell'India a Orissa, India, nel febbraio 2016 come poeta invitato speciale da un paese straniero. Ha inoltre partecipato e recitato le sue poesie al Primo Forum degli Scrittori dei Paesi Asiatici a Nur-Sultan, Kazakhstan, nel settembre 2019, al Vishwa Rang a Bhopal, India, nel novembre 2019, al Festival Letterario di Kokrajhar ad Assam, India, nel gennaio 2023, e al Festival Internazionale di Letteratura Shaluk a Dhaka, Bangladesh, nel marzo 2023, nonché al Festival Letterario BIMSTEC a marzo 2023 a New Delhi, India, tra vari altri eventi nazionali e internazionali di letteratura.

## Opere
Suman Pokhrel ha pubblicato il suo primo libro, Shoonya Mutuko Dhadkanbhitra, una raccolta di poesie in lingua nepalese nel 1999. Successivamente, ha pubblicato Hazaar Aankhaa Yee Aankhaa Maa nel 2003 e Jeevanko Chheubaata nel 2009, che è stato ristampato nel 2018. Nel 2016 ha pubblicato altri due libri: Soundaryako Sangeet e Malai Zindaginai Dukhdachha, contenenti rispettivamente Ghazal e testi scritti da lui.
Pokhrel ha registrato la sua canzone Aaaja Yo Andhyarole nel 1999, e successivamente ha registrato diverse altre canzoni, tra cui Dharti Aakash Bhanda Para, Timi ra Ma Ani Yo Madhumas, Na Ta Din Bhayo, Pagliyera Pokhiyun Jhain, e Kati Mitha Kati Nyana, tra gli altri, con composizione musicale di Bednidhi Poudel. Gli album audio intitolati Bhitra Kahan Kahan e Yo Ke Bhayo? sono stati pubblicati rispettivamente nel 2017 e nel 2019, e includono canzoni con testi scritti da lui.
La poesia di Suman Pokhrel, tradotta in diverse lingue da vari traduttori, compreso lui stesso per alcune lingue, è presente in importanti antologie internazionali, riviste letterarie e magazine. Le traduzioni delle sue poesie sono disponibili in Arabo, assamese, bengalese, inglese, francese, georgiana, tedesca, Hindi, italiana, maithili, odia, persiana, russa, sanscrita, spagnola e vietnamita, permettendogli di raggiungere un pubblico più ampio e di ottenere maggiore riconoscimento.
Come traduttore, Pokhrel ha tradotto opere di diversi scrittori da tutto il mondo in nepalese. Ha tradotto l'opera teatrale di William Shakespeare La tempesta in nepalese come Aandhibehari, pubblicata dall'Accademia del Nepal nel 2018. Le sue traduzioni della poesia di Anna Akhmatova, Anna Swir, Allen Ginsberg, Delmira Agustini, Forough Farrokhzad, Gabriela Mistral, Jacques Prévert, Mahmoud Darwish, Nazik al-Mala'ika, Nazim Hikmet, Nizar Qabbani, Octavio Paz, Pablo Neruda, Yehuda Amichai e Sylvia Plath sono raccolte in Manpareka Kehi Kavita, un'antologia di poesie tradotte in nepalese. Le sue traduzioni di cinquantuno poeti Kannada, tra cui Kuvempu, G. S. Shivarudrappa, D. R. Bendre, V. K. Gokak, U. R. Ananthamurthy, Siddalingaiah, P. Lankesh, K. S. Nissar Ahmed, Chandrashekhar Patil, Baraguru Ramachandrappa, Doddarange Gowda, Chennaveera Kanavi, Sumatheendra R. Nadig, H. S. Venkateshamurthy, Gopalakrishna Adiga, Allama Prabhu, Manu Baligar, S. R. Ekkundi e Jayant Kaikini, sono raccolte in un'antologia intitolata Shashwat Awaj. Altri poeti prominenti che ha tradotto in nepalese includono Faiz Ahmad Faiz, Sahir Ludhianvi, Atal Bihari Vajpayee, Langston Hughes, Maya Angelou, Gulzar, Ajit Cour, Uday Prakash, Sheema Kalbasi, Rita Stainzone e Azita Ghahreman tra gli altri.
Pokhrel ha tradotto opere di molti poeti e scrittori di nepali, tra cui Laxmi Prasad Devkota, Gopal Prasad Rimal, Bhupi Sherchan, Ishwar Ballav, Abhi Subedi, Krishna Bhooshan Bal, Sanu Sharma e Geeta Tripathee tra gli altri, in inglese, hindi e urdu.
Inoltre, dal 2019 al 2022, Pokhrel ha diretto la serie Kavyaarohan in collaborazione con Aarohan Gurukul, Biratnagar, che ha visto la partecipazione di eminenti poeti nepalesi come Bairagi Kainla e Tulasi Diwasa tra gli altri.

## Pubblicazioni

### Poesia
- Shoonya Mutuko Dhadkanbhitra[5]
- Hazaar Aankhaa Yee Aankhaamaa[5]
- Jeevanko Chheubaata[6]
- Malai Zindagi Nai Dukhdachha[5]
- Soundryako Sangeet[5]
- Itthamvidha Chitra : Itthamvidha Kavita[5]

### Spettacolo teatrale
- Yajnaseni[5]

### Traduzione
- Aandhibehari[5]
- Manpareka Kehi Kavita[5]
- One Zero One[5]
- Bharat Shashwat Aawaz[5]

## Riconoscimento e accettazione
L'apparizione della poesia di Suman Pokhrel su piattaforme internazionali gli ha permesso di raggiungere un pubblico più ampio e ottenere riconoscimento. La sua poesia ha attirato l'attenzione e l'ammirazione di persone di ogni ceto sociale, con molti che citano e condividono le sue opere. Inoltre, la sua poesia è inclusa nei curricula universitari, consolidando ulteriormente il suo impatto e la sua influenza nel mondo letterario.
La poesia di Suman Pokhrel è stata parte dei curricula letterari universitari in diversi paesi. Le sue poesie sono incluse nei programmi di studio della Università Tribhuvan e della Università Purbanchal in Nepal e dell'Università Di Kerala, della GD Goenka Università e del Cauvery Collegio femminile in India. I suoi versi hanno lasciato un impatto tale che gli ammiratori li hanno tatuati sui loro corpi. Gli scrittori citano frequentemente le sue opere nei loro scritti, e la sua poesia è ampiamente condivisa sulle piattaforme social come Instagram, Twitter e Facebook.
Nel 2023 Suman Pokhrel è stato insignito del 'Asia's Inspiring Poet Award' dall'Asia Award e del 'Shaluk International Literature Award' dalla rivista letteraria Shaluk di Dhaka, in Bangladesh. Nello stesso anno, è stato riconosciuto come 'Autore del Mese' dalla Spillwords Press di New York, USA. In precedenza, aveva ricevuto il prestigioso SAARC Literary Award nel 2013 e nuovamente nel 2015, diventando l'unica persona ad aver ricevuto questo onore due volte.

## Premi

### Internazionali
- Asia's Inspiring Poet Award (2023)[5]
- Spillwords Author of the Month of June Award (2023)[5]
- Shaluk International Literature Award (2023)[5]
- SAARC Literary Award 2015 – conferito dalla Foundation of SAARC Writers and Literature[9]
- SAARC Literary Award 2013 – conferito dalla Foundation of SAARC Writers and Literature[5][9]
- Parikalpana Award (2013)[5]

### Nazionali
- Bhanu Award (2022)[5]
- Aarohan Poetry Award (2022)[5]
- Babarsinha Thapa Memorial Award (2022)[5]
- Sasidhdhi National Talent Award (2018)[5]
- Person of the Year award da Youth for Blood (2015)[5]
- Aarohan Bishesh Samman 2013 - conferito da Aarohan Gurukul[5][9]

## Vita personale
Suman Pokhrel proviene da una famiglia ricca, accademica e politicamente attiva nel contesto nepalese. Entrambi i suoi nonni paterni e materni erano politici. Suo nonno paterno, Bidhyanath Pokhrel, era anche poeta. Suo nonno materno, Ganesh Prasad Rijal, fu membro del primo parlamento del Nepal e fu esiliato in India dopo il colpo di Stato del re Mahendra nel 1960. Suo padre, Mukunda Prasad Pokhrel, era un ingegnere con lauree internazionali e impiegato governativo, mentre sua madre, Bhakta Devi Pokhrel, era laureata alla Banaras Hindu University (BHU) e impiegata nel governo nepalese.
Suman Pokhrel ha sposato Goma Dhungel nel 2002. Hanno due figli: una figlia, Ojaswee, e un figlio, Ajesh, anche conosciuto come Mansoon. Vivono nella loro residenza privata a Biratnagar, Nepal.